# Elegia galpinii
Elegia galpinii là một loài thực vật có hoa trong họ Restionaceae. Loài này được N.E.Br. mô tả khoa học đầu tiên năm 1900.